# 土公吏二
飛馬座36，又名BD+08 4874，HD 213119、SAO 127544、HR 8562，是飛馬座的一颗恒星，视星等为5.58，位于銀經74.39，銀緯-39.97，其B1900.0坐标为赤經22h 24m 8.5s，赤緯+8° -39.97′ 6″。